# Бока-ду-Інферну

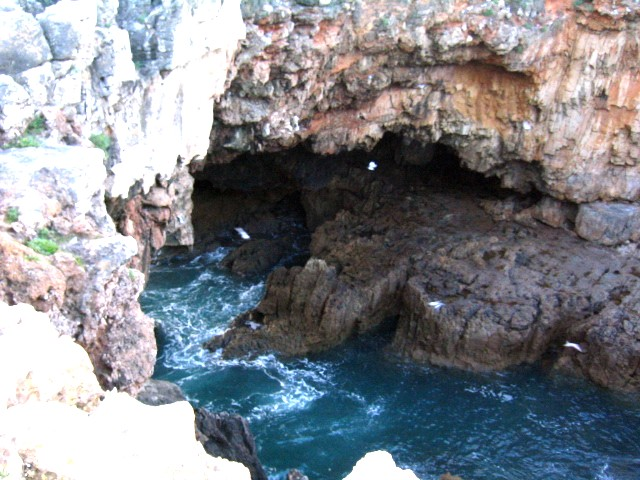
Паща пекла поблизу Кашкайш.

38°41′28″ пн. ш. 9°25′52″ зх. д. / 38.69104167° пн. ш. 9.43100278° зх. д.
Бока-ду-Інферну (порт. Boca do Inferno; паща пекла) — рифт, розташований на морських скелях недалеко від португальського міста Кашкайш в районі Лісабона. Морська вода має доступ до глибокого дна прорви і енергійно та з гуркотом вдаряє по його скелястих стінах, що робить її популярною туристичною принадою. Печера вперше була зображена на рухомих картинах у британському фільмі 1896 року Морська печера поблизу Лісабона, де показані хвилі, що розриваються у гирлі печери.